# Chrobry-tölgy
A Chrobry (jelentése bátor, vitéz) egy öreg kocsányos tölgy Lengyelországban, melyet I. (Vitéz) Boleszláv lengyel királyról neveztek el.

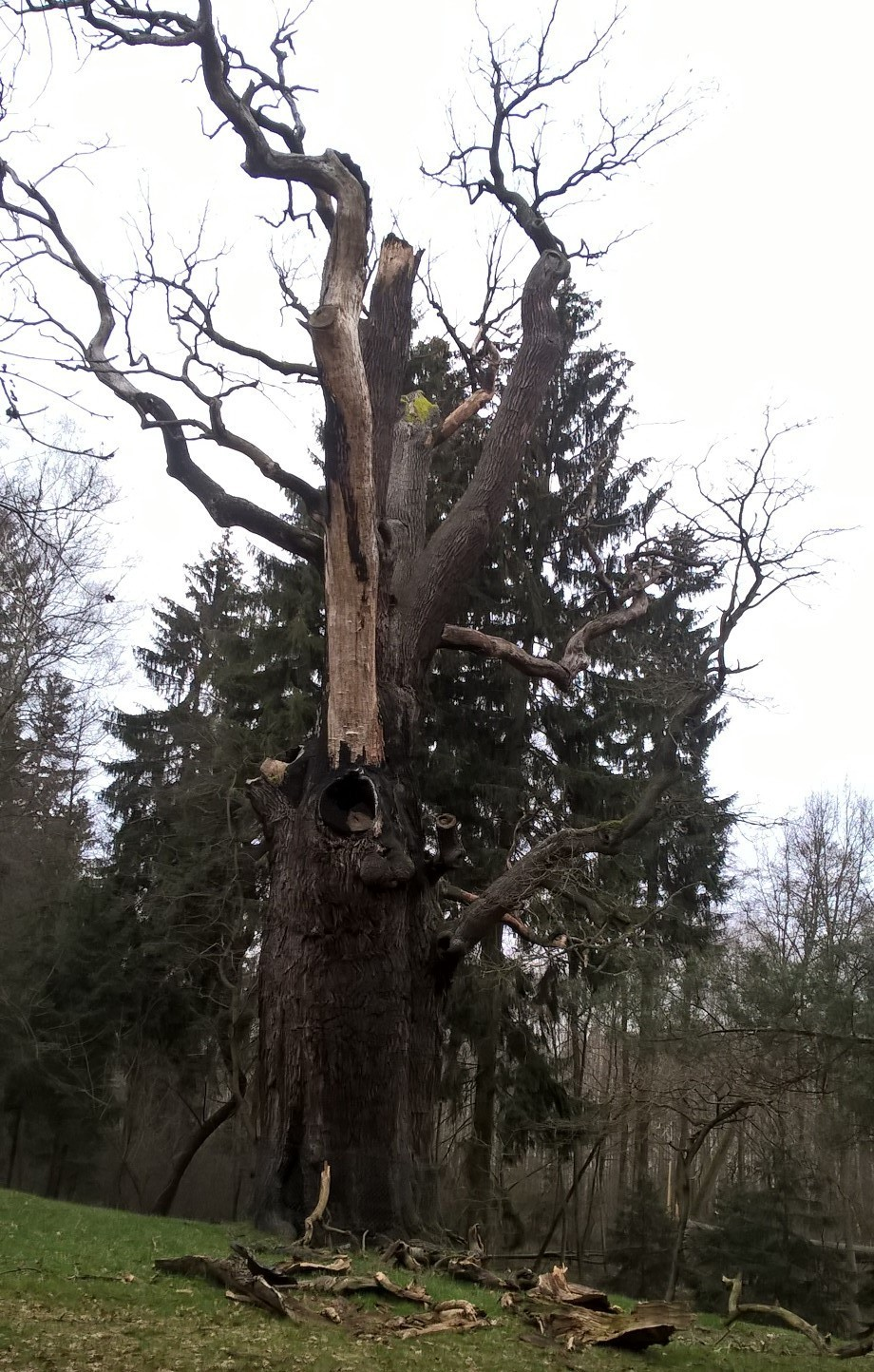
A fa a végzetes tűzvész után 2017-ben

## Története
A becslések szerint a mintegy 750 éves tölgyfa a hetedik keresztes hadjárat idején (1248–1254) hajtott ki a délnyugat-lengyelországi Szprotawa erdőben. Neve abból a legendából származik, hogy III. Ottó császár a tölgy alatt találkozott Vitéz Boleszlávval, ám a kutatók úgy gondolják, hogy a fa sokkal fiatalabb ennél. Ezenkívül a két uralkodó találkozójára Ilvában került sor, a jelenlegi Iława városában. 1906-ban Alsó-Szilézia ismert természetkutatója, Theodor Schube a Waldbuch von Schlesien (Sziléziai erdők könyve) című könyvében leírta a tölgynek a kerületét, ami ekkor 8,61 m volt.  A második világháború előtt már védetté nyilvánították. Abban az időben nagy tölgynek (németül: Große Eiche) vagy kövér tölgynek (Dicke Eiche) nevezték. A tölgyfát „Chrobry”-nak, azaz vitéznek, bátornak nevezték el Lengyelország első királyának a tiszteletére.  
1966. március 24-én természeti emlékké nyilvánították a Zielona Góra-i Tartományi Nemzeti Tanács (PWRN) Elnökségének 86/66 8. nyilvántartási számú határozatának alapján. Hosszú élete alatt 28 méter magasra nőtt, a törzskerülete pedig 10 métert is meghaladta. A lengyel erdészek zarándoklatán, 2004. április 28-án, 2,5 kg tölgymakkot vittek el a Vatikánba, amit megáldott  II. János Pál pápa. A makkokból idővel fák lettek, ezeknek a fáknak pedig ma már mintegy 400 leszármazottja van; ezeket Lengyelországban pápai tölgyeknek nevezik. A Chrobry erősen fejlett koronájú és vastag ágakkal, buja lombozattal rendelkezett. A fatörzs és néhány ág belseje üreges volt. A korona átmérője körülbelül 16 m, a magasság 26 m, a törzs kerülete 10,04 m, átmérője 320 cm volt. 90 m³-es térfogatával Lengyelország legnagyobb tölgyfája volt, és Közép-Európában is a 3. legnagyobb mérettel rendelkezett.
A tölgyet vandálok többször felgyújtották, de mindig sikerült időben eloltani. Az utolsó, nagyon súlyos tűz 2014. november 18-án történt. Egy ismeretlen bűnöző tüzet gyújtott a fánál, amit 8:49-kor jelentettek az állami tűzoltóság szolgálatának polkowicei kerületénél. A TSZ Przemków első egysége 09:06-kor érkezett a helyszínre. Összesen 9 helységből 13 tűzoltóegység vett részt az akcióban. A lángok oltása viszonylag gyorsan megtörtént, a tűz oltása pedig délutánig tartott. Az üreges törzs miatti úgynevezett „kürtőhatás” jelentősen megnehezítette az oltást.
A fa háromnegyede elpusztult, és a több évig tartó gondoskodás ellenére 2020-ban már nem hajtott ki többet, így hivatalosan halottnak nyilvánították.

## Fordítás
- Ez a szócikk részben vagy egészben  a   Dąb Chrobry című lengyel Wikipédia-szócikk ezen változatának fordításán alapul.  Az eredeti cikk szerkesztőit annak laptörténete sorolja fel. Ez a jelzés csupán a megfogalmazás eredetét és a szerzői jogokat jelzi, nem szolgál a cikkben szereplő információk forrásmegjelöléseként.